# Матіола найзапашніша
{{#ifeq:0|0|{{#if:|{{#if:Matthiolaodoratissima|[[]}}|}}}}
Матіо́ла найзапашні́ша, або левко́я найзапашні́ша, або левко́й найзапашні́ший (Matthiola odoratissima) — трав'яниста рослина родини капустяних. Вид поширений у Болгарії, Криму й Вірменії.

## Опис
Багаторічна рослина 20–75 см завдовжки. Стручки зазвичай сірошерстисті, віддалені, 10–15 см завдовжки і 3–4 мм завширшки, з боків стиснуті. Пелюстки бурі або брудно-жовті, 20–30 мм завдовжки і 3–5 мм завширшки. Рослина шерстисто й павутинисто запушена.

## Поширення
Вид поширений у Болгарії, Криму й Вірменії.
В Україні зростає в сухих кам'янистих місцинах — в гірському Криму, на Тарханкутському й Керченському півостровах рідко. Входить до переліку видів, які перебувають під загрозою зникнення на території м. Севастополя.